# براند (فورارلبرغ)
براند (بالألمانية: Brand) هي بلدية في مدينة بلودنز في ولاية فورارلبرغ النمساوية.